# 静か餅
静か餅（しずかもち）は、栃木県芳賀郡益子町に伝わる音の怪異。しずか餅とも表記される。

## 概要
夜中になると遠方から、「コツ、コツ」と餅の粉をはたくような音が聞こえてくる。
音が次第に近づいてくることを「餅の中に搗き込まれる」と言って、運が向いてくる兆しとされる。この際には箕（農作業用の道具の一種）を後ろ手に差し出すと、そこに財産が入ってくるという。逆に音が次第に遠ざかって行くことは「餅の中から搗き出される」と言い、運の衰える兆しとされる。
誰にでもこの音が聞こえるわけではなく、聞こえる人と聞こえない人がいるとも言われる。
「隠れ里の米搗き（かくれざとのこめつき）」ともいい、この音を聞いた者は長者になれるという。
アイヌにも似た伝承があり、炉辺で寝ているとき、地中から粟をつく音が聞こえると、その年は豊作になるといい、臼に綿を入れて搗くようなことが聞こえても豊作、何も入っていない臼を搗くような音なら冷害で不作になるという。